# Mediacja (postępowanie cywilne)
Mediacja – proces alternatywnego rozwiązywania sporów przez same strony, przy udziale mediatora - osoby posiadającej wiedzę i umiejętności w zakresie komunikacji interpersonalnej, która ułatwia stronom porozumienie się.
Mediacja w postępowaniu cywilnym regulowana jest przepisami art. 1831 − 18315 kodeksu postępowania cywilnego.

## Zasady mediacji
- dobrowolność
- brak formalizmu
- bezstronność mediatora
- poufność
- szybkość

Mediacja jest korzystna dla:
- stron - gdyż lepiej zabezpiecza ich realne interesy, pozwalając na znalezienie rozwiązania które będzie zadowalało każdą ze stron, w dodatku procedura mediacyjna jest wielokrotnie szybsza niż ciągnące się przez lata spory sądowe;
- sądu i wymiaru sprawiedliwości - ponieważ odciąża to obciążone sprawami sądy;
- społeczeństwa - gdyż rozwiązanie konfliktu zamiast przyznania racji jednej ze stron powoduje, iż stosunki społeczne są bardziej zharmonizowane.

## Ugoda w sprawach cywilnych zawarta przed mediatorem
- podlega zatwierdzeniu przez sąd
- po jej zatwierdzeniu przez sąd ma moc prawną ugody zawartej przed sądem
- stanowi tytuł egzekucyjny na równi z prawomocnym orzeczeniem sądu